# 徐宏亮
徐宏亮（1954年—），山东广饶人，汉族，中华人民共和国政治人物、第十二届全国人民代表大会解放军代表。
毕业于华南工学院自动控制专业。加入中国共产党。2013年，担任全国人大代表。